# イン・アンド・アウト・オブ・フォーカス
『イン・アンド・アウト・オブ・フォーカス』（In and Out of Focus）は、オランダのプログレッシブ・ロック・バンド、フォーカスが1970年に発表した初のスタジオ・アルバム。オランダ初回盤LPは『フォーカス・プレイズ・フォーカス』というタイトルだったが、1971年に発表されたインターナショナル盤は改題され、現行のCDのタイトルもインターナショナル盤に準じている。

## 解説
オランダで1970年9月に発表された初回盤LPの『フォーカス・プレイズ・フォーカス』は7曲入りで、メンバー4人の写真がジャケットの全面にわたり掲載された。一方、1971年に発表されたインターナショナル盤『イン・アンド・アウト・オブ・フォーカス』は、同年1月にシングルで発表された「ハウス・オブ・ザ・キング」を含む8曲入りで曲順も『フォーカス・プレイズ・フォーカス』とは大幅に異なり、ジャケットも『フォーカス・プレイズ・フォーカス』とは異なったメンバーの写真や青と赤の水玉模様のデザインが存在した。
「アノニマス」の冒頭にトランペット、ベース・ギター、スネアドラムで演奏されるのは、15世紀のブルゴーニュ領の楽曲'Dit Le Bourguignon'である。
幾つかの収録曲の共作者に記されているエリック・クルフェール（Eric Cleuver）は、メンバーのハンス・クルフェールの父親で、作詞を担当した。
本作の制作中に録音されたが収録されなかったタイス・ファン・レール作の「創造主は語る」は、1976年に発表された未発表音源集『シップ・オブ・メモリーズ-美の魔術-』に収録された。
1988年にEMIからCD化された際には、1971年のインターナショナル盤『イン・アンド・アウト・オブ・フォーカス』と同じ曲数・曲順となった。

## 反響・評価
Richie Unterbergerはオールミュージックにおいて5点満点中3点を付け「彼らの後の作品と比べて、穏やかで抑制的でボーカルの比重が高い」「ヤン・アッカーマンの火花散るテクニックのファンは、彼の存在感が割と限定的であることに失望するかもしれない」と評している。
フォーカスがアメリカでも注目を集めるようになった1973年には、アメリカの総合アルバム・チャートBillboard 200で最高104位を記録した。
『フォーカス・プレイズ・フォーカス』が発表された後、1971年1月にシングルで発表された「ハウス・オブ・ザ・キング」は、同年にオランダのシングル・チャートで最高10位を記録するヒットとなった。

## 収録曲

### LP  『フォーカス・プレイズ・フォーカス』
サイド1
1. "Focus (Instrumental)" (Thijs van Leer) - 9:44
2. "Why Dream" (T. van Leer, Eric Cleuver) - 3:57
3. "Happy Nightmare" (T. van Leer, Martijn Dresden, Mike Hayes) - 3:58

サイド2
1. "Anonymus" (T. van Leer, Jan Akkerman, M. Dresden) - 6:33
2. "Black Beauty" (T. van Leer, E. Cleuver) - 3:06
3. "Sugar Island" (T. van Leer, M. Dresden, Jan Staal) - 3:04
4. "Focus (Vocal)" (T. van Leer, E. Cleuver) - 2:44

### LP  『イン・アンド・アウト・オブ・フォーカス』
サイド1
1. フォーカス　[ヴォーカル] - "Focus (Vocal)" (T. van Leer, E. Cleuver) - 2:44
2. ブラック・ビューティー - "Black Beauty" (T. van Leer, E. Cleuver) - 3:06
3. シュガー・アイランド - "Sugar Island" (T. van Leer, M. Dresden, J. Staal) - 3:04
4. アノニマス - "Anonymus" (T. van Leer, J. Akkerman, M. Dresden) - 6:33
5. ハウス・オブ・ザ・キング - "House of the King" (J. Akkerman) - 2:51

サイド2
1. ハッピー・ナイトメア（メスカリン） - "Happy Nightmare (Mescaline)" (T. van Leer, M. Dresden, M. Hayes) - 3:58
2. ホワイ・ドリーム - "Why Dream" (T. van Leer, E. Cleuver) - 3:57
3. フォーカス [インストゥルメンタル] - "Focus (Instrumental)" (T. van Leer) - 9:44

1970年代にポリドール株式会社から『イン・アンド・アウト・オブ・フォーカス』として日本で発売されたLPには、『フォーカス・プレイズ・フォーカス』に収録された7曲がオランダ盤LPの曲順に従って収録され、それらに加えて「ハウス・オブ・ザ・キング」が「フォーカス [インストゥルメンタル] 」と「ホワイ・ドリーム」の間に挿入された。つまり、日本盤『イン・アンド・アウト・オブ・フォーカス』には上記の8曲が異なる曲順で収録されたことになる。

### CD  『イン・アンド・アウト・オブ・フォーカス』
1. フォーカス　[ヴォーカル] - "Focus (Vocal)" (T. van Leer, E. Cleuver) - 2:44
2. ブラック・ビューティー - "Black Beauty" (T. van Leer, E. Cleuver) - 3:06
3. シュガー・アイランド - "Sugar Island" (T. van Leer, M. Dresden, J. Staal) - 3:04
4. アノニマス - "Anonymus" (T. van Leer, J. Akkerman, M. Dresden) - 6:33
5. ハウス・オブ・ザ・キング - "House of the King" (J. Akkerman) - 2:51
6. ハッピー・ナイトメア（メスカリン） - "Happy Nightmare (Mescaline)" (T. van Leer, M. Dresden, M. Hayes) - 3:58
7. ホワイ・ドリーム - "Why Dream" (T. van Leer, E. Cleuver) - 3:57
8. フォーカス [インストゥルメンタル] - "Focus (Instrumental)" (T. van Leer) - 9:44

## パーソネル
- タイス・ファン・レール – ボーカル、フルート、オルガン、ピアノ、メロトロン、ハープシコード、ヴィブラフォン
- ヤン・アッカーマン – ギター
- マーティン・ドレスデン - ベース、トランペット、ボーカル（「ハッピー・ナイトメア（メスカリン）」）
- ハンス・クルフェール - ドラムス、ボーカル